# 2015年5月臺灣
| << | 2015年5月 （民國104年） | >> |    |    |    |    |
| \| 日 \| 一 \| 二 \| 三 \| 四 \| 五 \| 六 \| \| \| \| \| \| \| 1 \| 2 \| \| 3 \| 4 \| 5 \| 6 \| 7 \| 8 \| 9 \| \| 10 \| 11 \| 12 \| 13 \| 14 \| 15 \| 16 \| \| 17 \| 18 \| 19 \| 20 \| 21 \| 22 \| 23 \| \| 24 \| 25 \| 26 \| 27 \| 28 \| 29 \| 30 \| \| 31 \| \| \| \| \| \| \| |                         |    |    |    |    |    |
| 臺灣新聞動態／維基新聞 |                         |    |    |    |    |    |
| 世界／中国大陆／臺灣 |                         |    |    |    |    |    |
| 日 | 一                      | 二 | 三 | 四 | 五 | 六 |
| |                         |    |    |    | 1  | 2  |
| 3 | 4                       | 5  | 6  | 7  | 8  | 9  |
| 10 | 11                      | 12 | 13 | 14 | 15 | 16 |
| 17 | 18                      | 19 | 20 | 21 | 22 | 23 |
| 24 | 25                      | 26 | 27 | 28 | 29 | 30 |
| 31 |                         |    |    |    |    |    |

## 5月2日
- 中國國民黨主席朱立倫訪問中國大陸出席第十屆兩岸經貿文化論壇，行程將會先後會見大陸全國政協主席俞正聲和中共中央總書記習近平[1]。
- 6名中國國民黨籍（5位現任1位前任）新竹縣議員因涉貪污，各獲判3年11月至16年不等的刑期[2]。

## 5月4日
- 台中市沙鹿區發生重大車禍事故。一輛聯結車因煞車不及，連環追撞17輛轎車與7輛摩托車，致3死5傷[3]。

## 5月6日
- 全區數位有線電視系統業者全國數位有線電視宣布正式開播，為臺灣第一家開播的全區數位有線電視系統業者[4]。

## 5月7日
- 總統馬英九出示一份有前總統李登輝簽名的文件，稱九二共識「是白字黑字寫下來的，而且雙方都承認」。九二共識是指九二香港會談中，海基會與海協會對於一個中國涵義的討論，內涵為「一個中國，各自表述」。馬英九成為首位公開承認九二共識存在的中華民國總統[5]。
- 美國在台協會宣布，梅健華（Kin W. Moy）將在夏天接替馬啟思（Christopher J. Marut）成為新任台北辦事處處長[6]。

## 5月8日
- 臺北市政府廉政透明委員會今日決議，因大巨蛋案涉嫌圖利遠雄，將前任台北市長馬英九與前任台北市政府財政局局長李述德移送法務部偵辦[7]。對此，法務部表示，將在收到公文後轉特偵組偵辦；中華民國總統府回應稱，此為台北市政府對總統的政治迫害[8]。
- 美國國防部宣佈，由奇異航空獲得為期五年，價值2,001,101,104美元的交付未定、數量未定（英语：IDIQ）固定價格合約（英语：Fixed-price contract）。根據合約，奇異航空在2020年12月31日前必需交付T700 701D / 401C（英语：General Electric T700）直升機引擎予美國空軍、美國陸軍、美國海軍以及台灣，T700 701D / 401C當前主要用於黑鷹直升機[9][10]。

## 5月12日
- 韓國全國金屬工會Hydis支會前會長裴宰炯因勞資糾紛自殺身亡，臺灣聲援Hydis勞工連線為表達不滿，故於凌晨前往永豐餘集團（Hydis之母公司）總裁何壽川住處潑漆抗議[11][12]。

## 5月16日
- 美國眾議院通過國防預算修正案，其中包括了要求2016年的環太平洋演習，美國國防部長如果邀請解放軍參演，則必須同時邀請台灣參加[13]。
- 2015年中國國民黨總統提名選舉領表日截止，由洪秀柱、黃柏壽、楊志良參選[14]。

## 5月17日
- 史瓦濟蘭國王姆斯瓦蒂三世第15度訪問台灣[15]。

## 5月19日
- 男子黃文進在中華民國總統府前自焚[16]。

## 5月20日
- 臺北市政府晚間發布新聞稿，表示遠雄巨蛋公司涉及違反《建築法》第58條，故發函要求臺北大巨蛋停工並提出改善計畫[17][18][19][20]。
- 新竹縣竹東鎮發生一起女國中生命案。由於其中有2名未成年女童涉案，因此震驚全台社會[21]。

## 5月21日
- 臺南市入夏之後，第一例登革熱病例確診[22]。
- 前百萬人民倒扁運動總指揮施明德宣布投入2016年中華民國總統選舉，將仿照2012年中華民國總統選舉時宋楚瑜的模式取得連署[23]。
- 《自由時報》爆發抹黃李艷秋事件[24]。

## 5月23日
- 陸委會主委夏立言與中國國台辦主任張志軍在金門進行夏張會[25]。

## 5月24日
- 侯孝賢以電影《刺客聶隱娘》獲得第68屆坎城影展最佳導演獎[26]。
- 駐希臘代表張國葆投書希臘當地報章，駁斥中華人民共和國駐希臘大使鄒肖力。鄒在4月15日稱八年抗戰是中共遏止了大日本帝國的侵略，但1949年以前中華人民共和國並不存在[27]。

## 5月25日
- 中華民國國防部宣布，總統馬英九將在26日夜宿陸戰66旅營區，他也將是總統直選以來首位夜宿軍營的中華民國總統[28]。

## 5月27日
- 國家發展委員會副主委黃萬翔惋惜電影《聶隱娘》沒有把週邊的文創產業結合在一起，像是電影片場作為能永久使用、或者是作為文創園區，可用創投的概念來經營週邊加值效益[29]。

## 5月28日
- 法務部調查局宣布偵破馬勝金融集團（Maxim Trader）詐騙案。該集團偽稱跨國企業，2年內以老鼠會方式違法吸金超過新台幣30億元，受害者超過2000人[30]。
- 時代力量立法委員參選人胡博硯不滿自己砲轟民進黨的言論被時代力量發表聲明稿切割，發表退黨聲明宣布退出時代力量[31]。

## 5月29日
- 臺北市北投區文化國小校內發生殺人事件[32][33][34]。

- 民進黨總統參選人蔡英文於今日夜晚搭機啟程訪問美國，展開為期12天的「點亮台灣、民主伙伴之旅」。[35][36]

## 5月30日
- 文化部涉洩露軍事機密。一項公告裝置藝術的招標文件，曝露國防部預定在台灣南部設置首座愛國者飛彈基地[37]。

## 5月31日
- 中華航空集團旗下華潔洗滌公司之工會晚間發起罷工投票並以58:17通過，隨後開始罷工，同時提出包含「不使用派遣外包人力」在內的5項訴求[38][39][40]。